# Listă de poeți: F
A - Ă - B - C - D - E - F - G - H - I - Î - J - K - L - M - N - O - P - Q - R - S - Ș - T - Ț - U - V - W - X - Y - Z

### F

#### Fe-Fo
- Lawrence Ferlinghetti (1919-)
- Leandro Fernández de Moratín (1760-1828)
- Thomas Ferril
- Afanasii Fet, (1812-1892)
- Ian Hamilton Finlay, (născut în 1925)
- Edward Fitzgerald, (1809-1883)
- Robert Fitzgerald
- John Fletcher, (1579-1625)
- John Gould Fletcher, (1886-1950), poet Imagist
- F. S. Flint (Imagist manifestos)
- Theodor Fontane, (1819-1898)
- John Forbes, (1950-1998), poet australian
- Carolyn Forché, născut în 1950
- Ford Madox Ford, (1873-1939), promotor al altor mari scriitori.
- John Ford, (1586-1639), dramaturg, poet.
- France Forstneric, (născut în 1958), matematician.
- Ugo Foscolo, (1778-1827)

#### Fr - Fu
- Janet Frame, (născut în 1924)
- Robert Francis, (1901–1987), poet american
- Veronica Franco, (1546-1591)
- Naim Frashëri
- Louis-Honoré Fréchette, (1839-1908), poet, eseist, jurnalist, dramaturg
- Erich Fried, (1921-1988)
- Max Frisch, (1911-1991),  poet elvețian
- Ervin Fritz, (născut în 1940)
- Robert Frost, (1874-1963), poet american
- Alice Fulton, (născut în 1952),
- Anton Funtek, (1862-1932)